# Mein Teil
Mein Teil ist ein Lied der deutschen Neue-Deutsche-Härte-Band Rammstein aus ihrem vierten Studioalbum Reise, Reise. Es wurde als erste Single des Albums am 26. Juli 2004 in Deutschland, Österreich und in der Schweiz veröffentlicht. In anderen Ländern wurde die Single zu einem späteren Zeitpunkt herausgebracht. Der Song ist außerdem im Best-of-Album Made in Germany 1995–2011 enthalten.
Die musikalische Grundidee stammt laut Keyboarder Flake von Rhythmusgitarrist Paul Landers. Produziert wurde das Lied von Jacob Hellner und von Rammstein selbst.

## Hintergrund
Der Liedtext behandelt den Kriminalfall des Armin Meiwes’, des sogenannten „Kannibalen von Rotenburg“. Der Band war die massive Medienpräsenz des Falles angesichts ihrer Meinung nach wichtigerer Probleme wie des Irakkriegs aufgestoßen.
Neben der Album-Version gibt es eine Single-Version mit einem anderen Liedanfang. Darin sagt eine männliche Stimme:

„Suche gut gebauten 18- bis 30-Jährigen zum Schlachten – Der Metzgermeister“

In einem Interview gab Paul Landers an, dass diese Stimme dem Bassisten der Band, Oliver Riedel gehöre. Während der Aufnahme soll er im Spaß die Anzeige zitiert haben, mit der Armin Meiwes angeblich Kontakt zu seinem Opfer aufnahm. Ob dessen Anzeige wirklich so lautete, ist unklar.

„Denn Du bist, was Du isst.

Und Ihr wisst, was es ist.

Es ist Mein Teil“

Flake berichtete im Jahr 2017, der Song habe zunächst einen anderen Text gehabt, in dem es um den Weltuntergang gegangen sei. Da er diesen Text als zu gewollt bösartig empfand, habe er sich so lange beschwert, bis Sänger und Texter Till Lindemann die jetzigen Lyrics verfasste.

## Liveaufführung

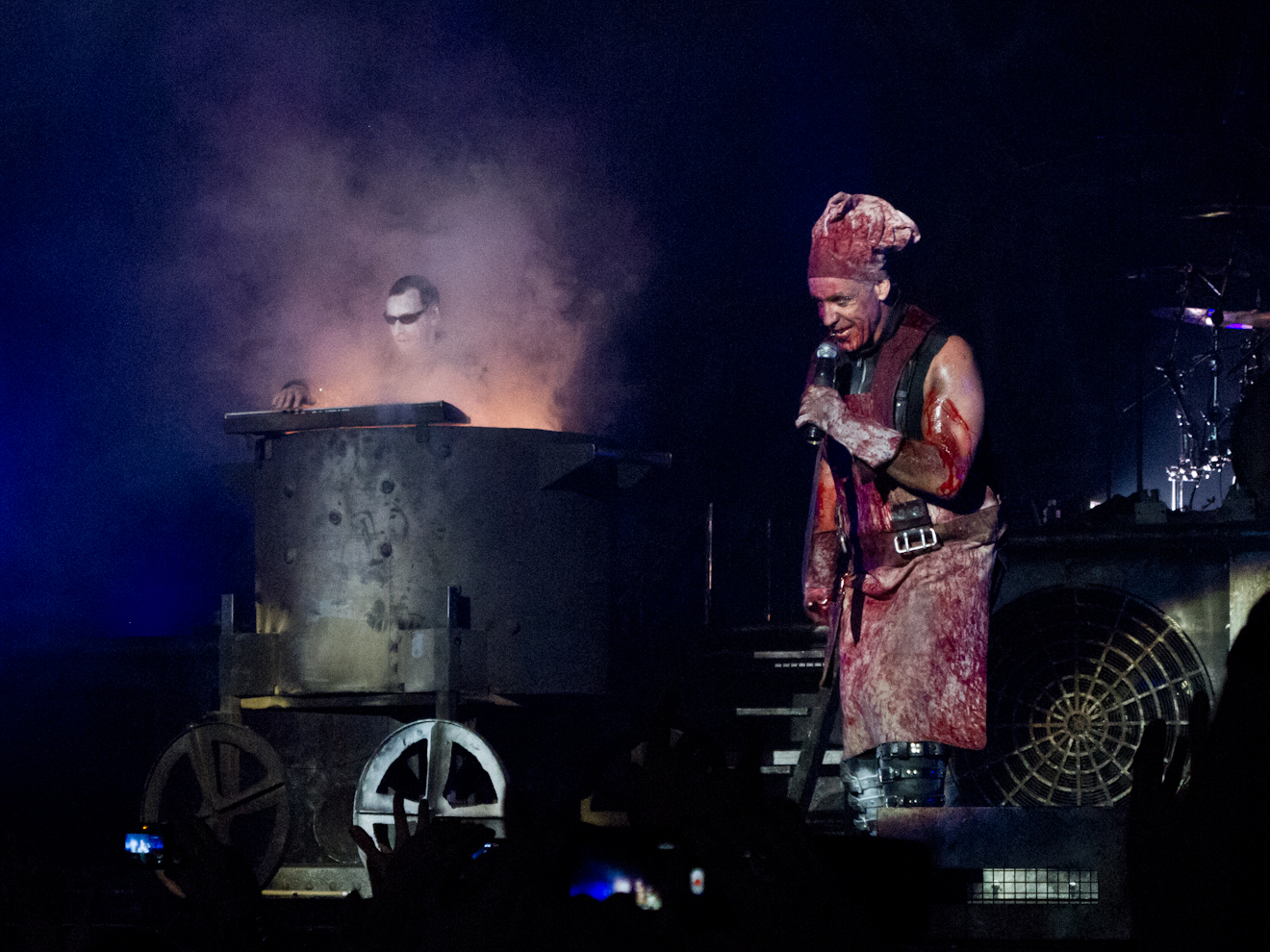
Lindemann live während der Bühnenshow zu Mein Teil, im Kochtopf Christian „Flake“ Lorenz (2013)

Die Bühnenshow zum Lied beinhaltet unter anderem einen mannsgroßen Kochtopf mit eingebautem Keyboard für den darin sitzenden Flake Lorenz. Till Lindemann benutzt ein Mikrofon in Form eines Fleischermessers und „erhitzt“ Lorenz samt dem Topf mittels verschieden großer Flammenwerfer.

## Musikvideo
Das Video zeigt Christoph Schneider als Armin Meiwes’ Mutter verkleidet. In den folgenden Szenen ist zu sehen, wie Till Lindemann, per CGI im Gesicht entstellt, zunächst von einem dunkelhäutigen weiblichen Engel oral befriedigt wird, den mit Dildo ausgestatteten Engel im Anschluss ebenfalls oral befriedigt und diesem final die Flügel rupft und ihn verspeist. Den Engel mimte die damalige Erotik-Performancekünstlerin Luciana Regina. Danach ist Flake Lorenz zu sehen, der im halluzinatorischen Zustand Ballett tanzt. Paul Landers spielt einen Verrückten in einem zerfetzten Anzug. Richard Kruspe ringt im Video mit einem Klon von sich selbst. Ihn stellte der Ringer Ralph Piterek des damaligen Bundeszweitligisten RV Thalheim dar.
Oliver Riedel ist zu sehen, wie er sich – nur spärlich bekleidet und von Kopf bis Fuß weiß bemalt – am Boden krümmt. Dazwischen attackieren sich in kurzen Sequenzen fünf Bandmitglieder in ihren Kostümen – nur Christoph Schneider blieb hier außen vor – gegenseitig in einem Schlammbassin. Die letzte Szene zeigt, wie Schneider – erneut als „Mutter“ gekleidet – aus der Berliner U-Bahn-Station Deutsche Oper an die Oberfläche kommt und dabei die restlichen Bandmitglieder wie Hunde an der Leine führt.
Das Video wurde nach einer Anregung von Flake ohne festes Storyboard gedreht. Die Bandmitglieder improvisierten ihre Szenen in einer mit nur wenigen oder keinen Requisiten ausgestatteten „Blackbox“, ohne vorher zu wissen, in welche Richtung die anderen Bandmitglieder gehen wollten. Idee war, sich in einer Art Butoh-Theater von spontanen Assoziationen leiten zu lassen, während das Lied im Hintergrund läuft.
Regie führte bei dem Dreh Zoran Bihać, der zuvor schon für das Video zum Lied Links 2-3-4 verantwortlich zeichnete. Gedreht wurden die Szenen am 2. und 3. Juni 2004 in der Arena Berlin im Ortsteil Berlin-Alt-Treptow sowie an der Deutschen Oper Berlin an der Bismarckstraße.
Das im Juli 2004 veröffentlichte Musikvideo sorgte für kontroverse mediale Diskussionen.
Anfang 2006 ließ Armin Meiwes’ Anwalt gegenüber Medien verlauten, dass Meiwes eine Klage gegen die Band erwäge, da er sich in seinem Persönlichkeitsrecht verletzt fühle. Über den Ausgang der Medienberichten zufolge wenige Tage später tatsächlich eingereichten Klage ist nichts bekannt.
Die im Video gezeigte „Hundeführszene“ fand bei der Made in Germany-Tour der Band in den Jahren 2011/2012 erneut Verwendung. Sie war bestimmendes Showelement für das Intro zum Lied Bück dich. Auch hier führte Drummer Christoph Schneider – mit blonder Lockenperücke und grotesk geschminkt in seiner Rolle als „Frau Schneider“ – vier Bandmitglieder an einer Leine über einen Laufsteg oberhalb des Publikums, während Gitarrist Kruspe das Synthesizer-Intro spielte. Der 2017 veröffentlichte Konzertfilm Rammstein: Paris entstand während der Tournee und zeigt auch diese Szene.

## Preise
Mein Teil war 2006 für die 48. Wiederauflage des Grammy Awards in der Kategorie Best Metal Performance nominiert, der Song musste sich aber Slipknots Before I Forget geschlagen geben.

## Chartplatzierungen
| ChartsChartplatzierungen     | Höchstplatzierung | Wochen |
| ---------------------------- | ----------------- | ------ |
| Deutschland (GfK)            | 2 (10 Wo.)        | 10     |
| Österreich (Ö3)              | 6 (10 Wo.)        | 10     |
| Schweiz (IFPI)               | 11 (10 Wo.)       | 10     |
| Vereinigtes Königreich (OCC) | 61 (3 Wo.)        | 3      |

| ChartsJahrescharts (2004) | Platzierung |
| ------------------------- | ----------- |
| Deutschland (GfK)         | 55          |